# Kim Schou
Kim Schou (født 12. juni 1982 i Hillerød) er en dansk journalist, forfatter og foredragsholder, der er ansat som redaktør på Danmarks Radio og tidligere har været ansat på Kristeligt Dagblad. Han er især kendt som bannerfører for digitale longreads og storytelling i dansk journalistik. Han pionerede multimediefortællinger i 2013 med en historie om aktiv dødshjælp, der var blandt de første virkelige digitale longread i Danmark. Han er især kendt og prisbelønnet for at kombinere kode, grafisk design, storytelling og nyhedsjournalistik.
Kim Schou blev uddannet journalist fra Syddansk Universitet 2009 og bachelor i Film - og Medievidenskab fra Københavns Universitet 2006. Han har været redaktør på tegneserierne Superman, Batman, Spider-Man og X-Men fra Egmont Serieforlaget, hvor han skrev under pseudonymet Kim Helt. Kim Schou beskæftiger sig stadig med tegneserier og har blandt andet lavet podcast-serien Supersnak  sammen med Morten Søndergaard, først til Troldspejlet på DR, siden til Nummer 9. 
Som journalist har han arbejdet fast eller freelance for Udfordringen, Information med flere og har skrevet fast for Kristeligt Dagblad siden 2009. Som digital tilrettelægger og visuel redaktør har han vundet danske og internationale priser til Kristeligt Dagblad. I 2016 modtog han DONA-prisen  for sit særlige bidrag til dansk journalistik, "for sit engagement, fortælleglæde, opfindsomhed og dygtighed (...) Han formår, til inspiration for hele branchen, at præsentere og formidle journalistikken på innovativ og indlevende vis, hvor design og journalistik går op i en højere enhed." Efterfølgende formulerede Kim Schou "De ti bud for digitale longreads" sammen med digital redaktør Stinne Andreasen. 
Han er blandt andet forfatter til bøgerne "Kinas kristne revolution" om kristendommens udbredelse i Kina, medforfatter til "Best of News Design Scandinavia" 2014, 2016 og 2017 og til den grafiske roman "Pyt" fra Forlaget Fahrenheit, som vandt Claus Deleuran-prisen 2019. I 2020 udkom Fra Moses til Superman - superheltens religiøse rødder".  
Siden 2018 har Kim Schou været Danmarks Radios redaktør for Digitale Fortællinger.. Også her har hans arbejde vundet en række internationale priser som Prix Italia og flere gange guld og sølv fra Society of News Design Scandinavia.